# Meurtre de Pearl Bryan
Le meurtre de Pearl Bryan ([pɜːɹl 'bɹaɪən]) est une affaire criminelle de la fin du XIXe siècle aux États-Unis où la victime, Pearl Bryan (vers1874-1896), est une Américaine de 22 ans originaire de Greencastle (Indiana). Alors enceinte, elle est retrouvée décapitée à Fort Thomas (Kentucky) en 1896. Sa tête a été sectionnée sous la cinquième vertèbre. Par son caractère particulièrement odieux et barbare, l'affaire acquiert un fort retentissement dans la société américaine à l'époque.
Avec le nouveau millénaire et la multiplication des programmes télévisés et Internet traitant du paranormal, le meurtre de Pearl Bryan connaît un regain d'intérêt auprès du public, donnant à entendre que le fantôme de la victime hanterait toujours le Music World de Bobby Mackey, une boîte de country-music située à Wilder, dans le Kentucky.

## Contexte
Pearl Bryan est la fille d'Alexander S. Bryan et de Susan Jane Bryan. Son père était un agriculteur très respecté dans la communauté. Pearl Bryan était diplômée du lycée de Greencastle. Au moment du meurtre, elle venait de prendre ses fonctions d'enseignante à l'école du dimanche. Pearl Bryan avait quitté son domicile à Greencastle le 28 janvier 1896, prétextant une visite à une amie du côté d'Indianapolis.

## Déroulé de l'affaire

### Découverte du corps
Le 1er février 1896, le corps de Pearl Bryan est retrouvé décapité juste derrière ce qui est devenu depuis le bâtiment du YMCA de Fort Thomas (Kentucky). La découverte macabre revient à Johnny Hewling, apprenti agricole de 17 ans. D'après le médecin légiste en poste, Pearl Bryan affiche de multiples blessures au dos et aux mains. L'expert indique également que la décapitation a été pratiquée alors que la victime était encore en vie et enceinte de cinq mois. L'identification du corps est rendu possible grâce à l'étiquette de ses chaussures réalisées sur mesure à Greencastle (Indiana). Le corps sans tête de Pearl Bryan est enterré dans la concession familiale au cimetière de Forest Hill à Greencastle.

### Accusations
Scott Jackson, étudiant en médecine dentaire à l'Ohio College of Dental Surgery, est rapidement mis en état d'arrestation pour le meurtre. En cours d'interrogatoire, Jackson finit par impliquer un autre étudiant, son colocataire Alonzo M. Walling,.

### Éléments du crime
Lors du procès, on apprend que Jackson avait entretenu une liaison secrète avec Pearl Bryan pendant plusieurs mois avant son meurtre, laissant penser que Pearl étaient enceinte de lui. Selon leurs dires, le 31 janvier 1896, Jackson et Walling ont glissé de la cocaïne dans la boisson de Pearl Bryan alors qu'ils étaient tous trois dans un saloon de la banlieue de Cincinnati (Ohio), et ont commis son assassinat plus tard dans la nuit. Une analyse gastrique montre la présence de cocaïne dans l'estomac de Pearl Bryan au moment de sa mort.
À la question de l'emplacement de la tête de Pearl Bryan, Jackson et Walling ont donné plusieurs réponses différentes : au fond de la rivière Ohio, dans un banc de sable à Dayton (Kentucky). Les aqueducs de Covington à proximité et des segments du canal Miami-Erie sont également évacués à la recherche de sa tête. Cependant, les enquêtes sur les lieux n'aboutissent à rien. Interrogé sur l'affaire en 1937, l'ancien détective Cal Crim de la police de Cincinnati émet l'hypothèse que Jackson et Walling eussent brûlé la tête dans un four de l'université dentaire qu'ils fréquentaient. À ce jour, la tête reste introuvable.

### Condamnations et exécutions
Le procès de Jackson commence le 21 avril et se termine le 14 mai 1896. Le procès de Walling débute le 26 mai et prend fin le 18 juin de la même année. Les deux accusés sont reconnus coupables de meurtre au premier degré et exécutés par pendaison le matin du 20 mars 1897, derrière le palais de justice du comté de Newport Campbell sis à York Street, juste au sud du pont Taylor-Southgate. Selon les rapports, Jackson et Walling survivent à la chute initiale censée leur briser la nuque ; un court répit car les condamnés sont finalement étranglés manuellement quelques minutes plus tard. Jackson et Walling sont les dernières personnes pendues à Newport. La potence située derrière le palais de justice est abattue après l'exécution.

### Répercussions d'ampleur nationale
Connue du grand public, l'affaire prend très vite de l'ampleur dans tous les États-Unis, incitant les citoyens à s'emparer toutes sortes d'objets (même des branches) provenant de la scène du crime en guise de souvenirs. Des articles estampillés Pearl Bryan sont proposés à la vente dans une boutique installée près du palais de justice de Newport. Un rapport indique que le procès est digne d'une scène antique. Les journaux locaux surnomment l'affaire « le procès du siècle ». On procède à une double pendaison réelle à la hâte devant la menace d'un lynchage public par des amis et des parents de Pearl Bryan. Jim Reis, auteur, historien, journaliste et chroniqueur bien connu du Kentucky Post, raconte dans un article intitulé Pieces of the Past que même lors d'un cas d'évasion de la prison de Newport, les deux hommes ont préféré rester dans leur cellule sous haute protection de peur d'être lynchés dehors.

## Culture populaire

### Musique
Dans les années 1910 et 1920, plusieurs chansons folk entourant le meurtre sont créées et popularisées. La première enregistrée est celle du chanteur country américain Vernon Dalhart en 1926. Un an plus tard, en 1927, Bradley Kincaid sort une chanson intitulée Pearl Bryan sur le thème du meurtre. Les chanteurs folk Dick Burnett et Leonard Rutherford enregistrent également leurs propres versions à la même époque.
En 2001, The Crooked Jades, groupe folk de San Francisco, enregistre une chanson axée sur ce meurtre.

### Audiovisuel
En 2006, dans l'épisode Visiteurs des ténèbres (Gateway to Hell, S02É01) de Hantise (A Haunting), co-production de docufictions americano-québécoise de Discovery Channel et Canal D, il est question de la boîte de country-music de Bobby Mackey et des manifestations paranormales.
En 2008, un épisode (Bobby Mackey's Music World, S01É01) de Ghost Adventures explore le meurtre de Bryan et les allégations d'activités surnaturelles au Music World, le club de country-music de Bobby Mackey. Les membres de l'équipe de Ghost Adventures affirment qu'à l'aide d'un appareil dit Ovilus, ils ont pu contacter l'esprit de Scott Jackson et l'entendre avouer le meurtre.
En 2009, le meurtre de Pearl Bryan est présenté dans un épisode du deuxième volume de Most Terrifying Places in America, série télévisée de documentaires sur le paranormal.
En 2015, l'affaire est présentée dans l'épisode 24 du podcast Criminal, qui se concentre sur les nombreuses versions d'une chanson folk sur le meurtre.
En 2017, un épisode  de la websérie BuzzFeed Unsolved intitulé The Ghosts and Demons Of Bobby Mackey's (S02É01) revient sur des éléments du meurtre de Pearl.
En 2020, la série Histoires paranormales (Believers) produite par Karga Seven Pictures pour la chaîne américaine Travel Channel propose un troisième épisode, Hell's Honky-Tonk (S01É03), relatant l'histoire d'un bar de musique country, d'événements inexpliqués et d'une femme enceinte de 5 mois décapitée un siècle auparavant (à 7'30'' de l'émission). Néanmoins, pour des questions d'anonymat, les noms de familles sont changés et l'histoire est déplacée au Tennessee.